# Gmina Hodoš
Gmina Hodoš (słoweń. Občina Hodoš) – gmina w Słowenii. W 2002 roku liczyła 356 mieszkańców.

## Miejscowości
- Hodoš – siedziba gminy
- Krplivnik